# Maria Bard

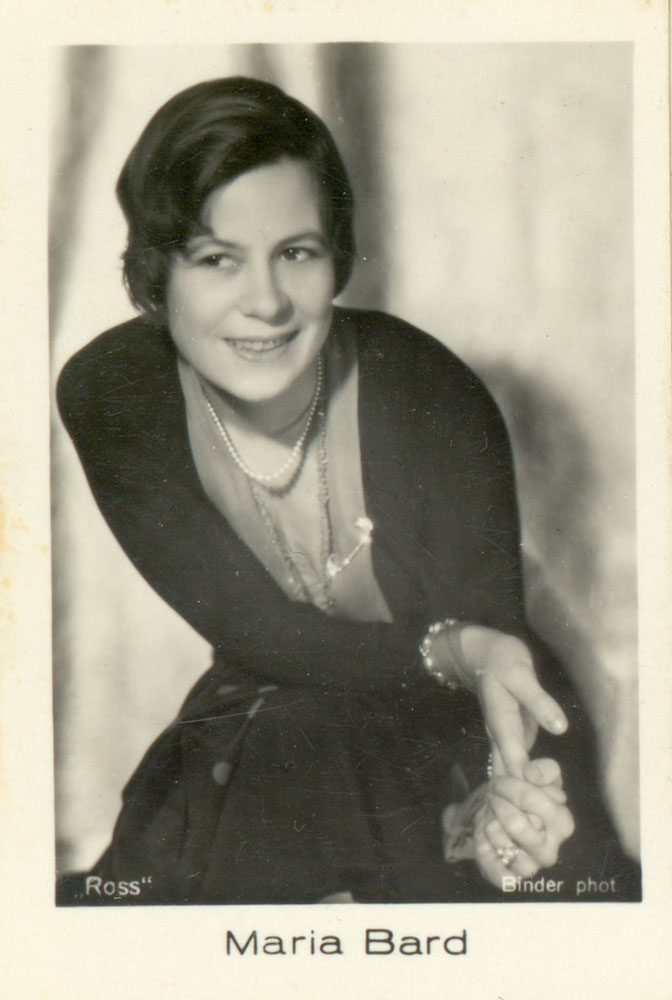
Maria Bard auf einer Fotografie von Alexander Binder

Maria Luise Bard (auch Migo Bard; * 7. Juli 1900 in Schwerin; † 5. April 1944 in Potsdam) war eine deutsche Schauspielerin.

## Leben und Wirken
Die Tochter des Pastors Wilhelm Bard und seiner Frau Elsa geb. Paetow erhielt bis 1917 eine Ausbildung an der Hochschule für Musik in Berlin und gab ab 1918 Klavierunterricht, womit sie ihre Ausbildung zur Schauspielerin finanzierte. Ihr erster Ehemann war Minimax-Gründer Wilhelm Graaff, die Ehe wurde am 6. Mai 1920 geschlossen. Graaff gründete 1923 die Filmfirma Rimax, die außer Werbefilmen für Spitztüten-Feuerlöscher auch den Spielfilm Nju mit Maria Bard als Kindermädchen produzierte.
1924 gab die Künstlerin unter dem Namen Migo Bard ihr Filmdebüt und erhielt im selben Jahr bei Otto Falckenberg ein Engagement an den Münchner Kammerspielen. 1926 wechselte sie ans Deutsche Theater nach Berlin und trat auch in Wien am Theater in der Josefstadt auf. Einen großen Erfolg feierte sie im Oktober 1928 in dem Stück X Y Z des deutschen Schriftstellers Klabund.
Nach Max Reinhardts Entlassung 1933 ging sie vom Deutschen Theater zum Preußischen Staatstheater unter Gustaf Gründgens. Bard wurde zur Staatsschauspielerin ernannt. Die gleichnamige Verfilmung des Döblin-Romans Berlin Alexanderplatz von 1931 wurde zu ihrem bekanntesten Film. Sie und Heinrich George spielten die beiden Hauptrollen (Cilly und Franz Biberkopf).
Maria Bards Ehe mit Wilhelm Graaff wurde 1926 geschieden. Von 1931 bis 1940 war sie mit dem Schauspieler Werner Krauß und seit 1941 in dritter Ehe mit dem Schauspieler Hannes Stelzer verheiratet. 1944 beging sie einen Suizidversuch durch Veronalvergiftung, an dessen Folgen sie wenig später im städtischen Krankenhaus Potsdam starb. Sie wurde auf dem Waldfriedhof ihres Wohnorts Caputh beigesetzt.

## Filmografie
- 1924: Die Radio-Heirat
- 1924: Nju
- 1931: Berlin – Alexanderplatz
- 1932: Mensch ohne Namen
- 1937: Premiere
- 1937: Capriolen
- 1940: Die gute Sieben
- 1941: Über alles in der Welt
- 1941: Kleine Mädchen – große Sorgen
- 1942: GPU

## Theater
- 1925: William Shakespeare: Troilus und Cressida (Cressida) – Regie: Otto Falckenberg (Münchner Kammerspiele)
- 1927: Nicolas Nancey, Paul Armont: Theo macht alles – Regie: Richard Révy (Münchner Kammerspiele)
- 1927: Emil Burri: Tim O’Mara (Anna) – Regie: Moritz Seeler (Theater in der Königgrätzer Straße Berlin – Junge Bühne)
- 1928: Wilhelm Speyer: Mit der Liebe Rugby spielen – Regie: ? (Theater in der Königgrätzer Straße Berlin)
- 1928: Klabund: XYZ (Komtesse) – Regie: Eugen Robert (Tribüne Berlin)
- 1928: Sacha Guitry: Mein Vater hat Recht gehabt (Loulou) – Regie: J. E. Hermann (Komödienhaus Berlin)
- 1928: Stefan von Kamare: Leinen aus Irland (Lilly Brennstein) – Regie: Leopold Kramer (Theater in der Königgrätzer Straße Berlin)
- 1928: Arnolt Bronnen: Katalaunische Schlacht (Hiddi) – Regie: Heinz Hilpert (Staatliches Schauspielhaus Berlin)
- 1928: Felix Joachimson: Wer sollte es sonst sein? (Isabell) – Regie: Karlheinz Martin (Komödienhaus Berlin)
- 1929: Maxwell Anderson, Laurence Stallings: Rivalen – Regie: Erwin Piscator (Theater in der Königsgrätzer Straße Berlin)
- 1929: Noël Coward: Ehe von Welt – Regie: Max Reinhardt (Komödie Wien)
- 1929: George Bernard Shaw: Der Kaiser von Amerika – Regie Max Reinhardt (Deutsches Theater Berlin)
- 1930: Walter Hasenclever: Napoleon greift ein (Josephine) – Regie: Victor Barnowsky (Theater in der Stresemannstraße Berlin)
- 1930: Gerhart Hauptmann: Elga (Elga) – Regie: Gustav Hartung (Deutsches Theater Berlin – Kammerspiele)
- 1932: Marcel Achard: Terzett (Antoinette) – Regie: ? (Theater in der Stresemannstraße)